# Josef Martinz

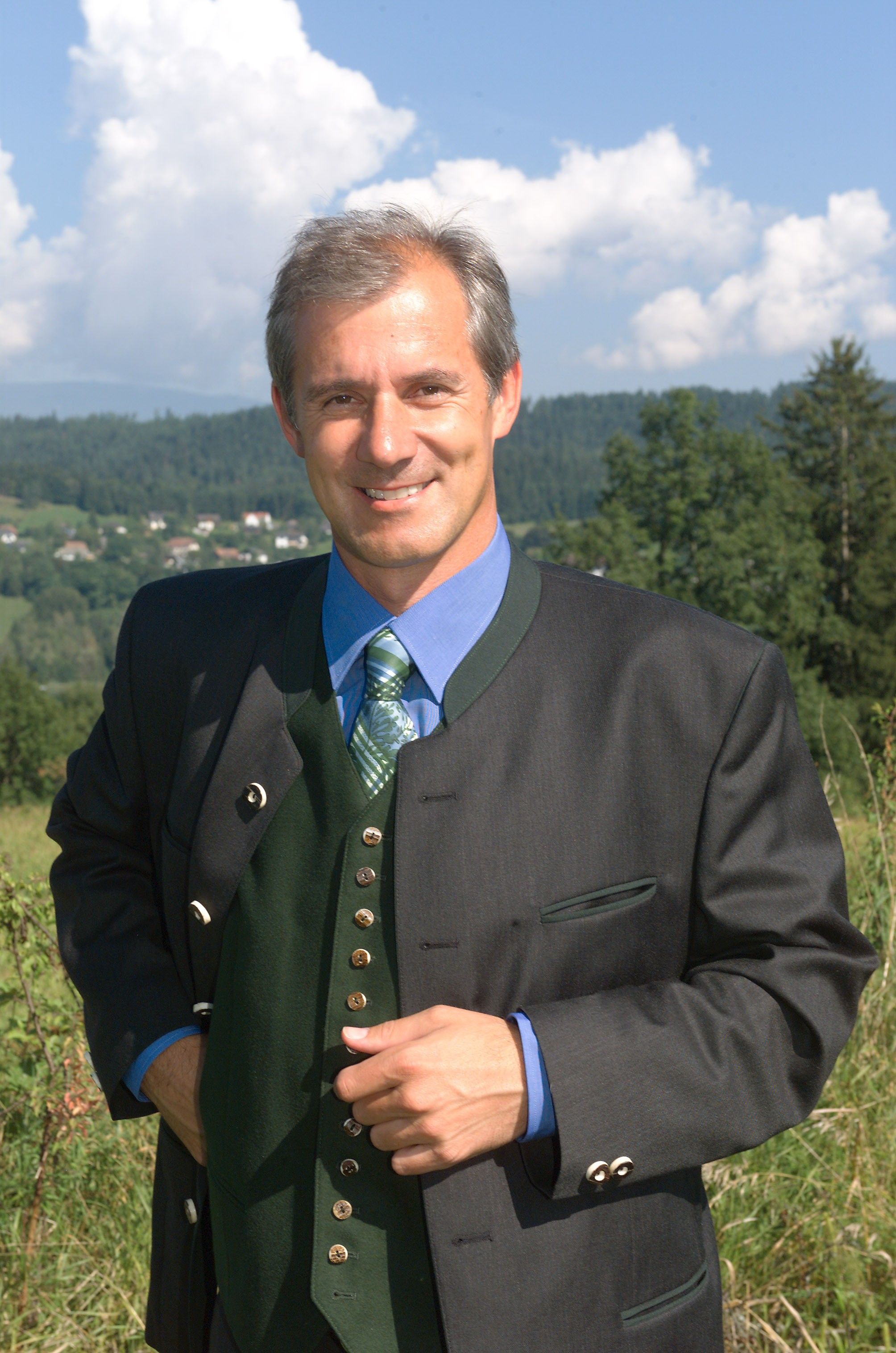
Josef Martinz

Richard Josef Martinz (* 14. Februar 1959 in Villach, Kärnten) ist ein ehemaliger österreichischer Politiker (ÖVP), der wegen Untreue zu viereinhalb Jahren unbedingter Haft verurteilt wurde.

## Leben
Martinz besuchte die Volksschule in Ossiach, die Mittelschule in Villach und studierte und promovierte in Sozial- und Wirtschaftswissenschaften an der Wirtschaftsuniversität Wien. Nach dem Präsenzdienst bei der Garde in Wien wurde er 1982 Geschäftsführer der Martinz KG in Ossiach (Camping, Gastronomie, Handel). Er war in verschiedenen Funktionen in der Wirtschaftskammer und in touristischen Gremien engagiert.
Martinz ist mit Sabine Martinz verheiratet und hat zwei Söhne. Sein jüngerer Sohn Christof Martinz war Eishockeyprofi beim VSV.
Martinz ist Mitglied der K.a.V. Saxo-Bavaria Prag in Wien im ÖCV.
Familie Martinz betreibt seit Jahren das Terrassen-Camping am Ossiacher See.

## Politik
Martinz stieg um 1980 in die Politik ein. 1997 wurde er Bürgermeister der Gemeinde Ossiach. 2001 wurde er VP-Bezirksparteiobmann von Feldkirchen in Kärnten.
Von 2004 bis 2012 war er Landesparteiobmann der ÖVP Kärnten und als Landesrat für Europa-Angelegenheiten und Landwirtschaft Mitglied der Kärntner Landesregierung.
Er war stellvertretendes Mitglied im Ausschuss der Regionen (AdR). Martinz nahm an den AdR-Plenartagungen sowie an den Sitzungen der Fachkommissionen ECOS (Wirtschafts- und Sozialpolitik) sowie DEVE (Nachhaltige Entwicklung) teil.
Josef Martinz war Vorstandsmitglied der Versammlung der Regionen Europas. Weiters war Martinz Mitglied der Arbeitsgemeinschaft Europäischer Grenzregionen (AGEG). Zudem war Martinz Alpen-Adria-Referent des Landes Kärnten. In Kärnten haben sowohl die Alpen-Adria-Geschäftsstelle als auch das Generalsekretariat der Arbeitsgemeinschaft Alpen-Adria ihren Sitz. Von 2004 bis 2006 wirkte Martinz an der Strukturreform der ARGE Alpen-Adria mit.
Im Jänner 2011 erregte der amtierende Agrarlandesrat Aufsehen, als er den Abschuss von Bären und Wölfen forderte. Diese Aussage wurde nicht nur vom politischen Gegner, sondern auch vom Bundesparteiobmann der ÖVP kritisiert.
Am 16. Jänner 2012 trat Martinz wegen des Hypo-Gutachten-Skandals aus der Kärntner Landesregierung aus und Achill Rumpold folgte ihm nach. Am 25. Juli 2012 trat Martinz als Landesobmann der ÖVP Kärnten zurück und Gabriel Obernosterer folgte ihm in diese Funktion.

## Haftstrafe nach Gutachten-Skandal zum Verkauf der Hypo Group Alpe Adria
In den Verdacht des Amtsmissbrauches geriet der Landesrat in Zusammenhang mit dem Verkauf der Hypo Group Alpe Adria.
Am 16. Jänner 2012 gab Martinz bekannt, dass er sein Regierungsamt zurücklege, weil gegen ihn Anklage in der sogenannten „Gutachten-Skandal“ erhoben werden würde, wo es darum ging Dietrich Birnbacher 12 Millionen Euro Entgelt für ein Gutachten zur Hypo zu zahlen, das Honorar nach öffentlichem Druck allerdings auf 6 Millionen reduziert wurde.
Die Staatsanwaltschaft Klagenfurt bestätigte am 22. März 2012, dass Martinz und andere Personen angeklagt werden. Im Prozess, der am 4. Juli 2012 am Landesgericht Klagenfurt begann, bekannte sich Martinz „nicht schuldig“.
Erst nachdem Birnbacher gestanden hatte, dass vereinbart war, Teile seines – wie er bereits zuvor eingestanden hatte, weit überhöhten – Honorars zu Martinz' ÖVP und Jörg Haiders BZÖ (heute Die Freiheitlichen in Kärnten, FPK) zu leiten, trat Martinz am 25. Juli 2012 als ÖVP-Landesparteiobmann zurück und kündigte an aus der ÖVP auszutreten.
Martinz gestand den Tatvorgang der illegalen Parteienfinanzierung ein, nachdem er diesen zuvor öfters geleugnet hatte, bestritt allerdings, dass (wie von Birnbacher behauptet) der ehemalige Innenminister Ernst Strasser involviert gewesen wäre und übernahm alleine die Schuld für Straftaten bezüglich der ÖVP.
Am 1. Oktober 2012 wurde Martinz in erster Instanz wegen Untreue zu einer Haftstrafe von fünfeinhalb Jahren unbedingter Haft verurteilt. Der Oberste Gerichtshof setzte am 11. März 2014 die Strafe auf viereinhalb Jahre unbedingte Haft rechtskräftig herab. Martinz trat die Strafe, die er in der Justizanstalt Wien Simmering verbüßte, am letztmöglichen Tag, dem 9. Mai 2014, in der Justizanstalt Klagenfurt an. Seit Anfang Oktober 2014 war er Freigänger. Im August 2015 wurde ihm eine elektronische Fußfessel bewilligt. Im April 2016 wurde ein Antrag auf vorzeitige bedingte Entlassung aus dem elektronisch überwachten Hausarrest aus generalpräventiven Gründen abgelehnt. Anfang Jänner 2017 wurde ihm der Rest der Strafe jedoch erlassen. Im September 2022 bezahlte er 5,3 Millionen Euro als Schadenswiedergutmachung an das Land Kärnten, zusätzlich zu einer Zahlung in der Höhe von einer Million Euro, die er schon zuvor getätigt hatte.
Der Europäische Gerichtshof für Menschenrechte stellte am 1. Juni 2017 fest, dass der Prozess kein unfaires Verfahren im Sinne des Artikels 6 der Europäischen Menschenrechtskonvention darstellte.